# 칸다하르 국제공항
칸다하르 국제공항(영어: Kandahar International Airport, 파슈토어: د کندهار نړیوال هوایی ډګر إ, IATA: KDH, ICAO: OAKN)은 아프가니스탄 칸다하르에서 남동쪽으로 16km 떨어진 곳에 있는 민간-군사에서 함께 쓰고 있는 비행장이다. 아프가니스탄에서 가장 커다란 군사 기지이자 두번째로 큰 국제공항으로서, 250대의 모든 형태의 항공기를 수용할 수 있다. 국제안보지원군에서는 칸다하르 비행장(KAF)이라고도 명명하였다.
칸다하르 국제공항은 1950년대 후반 미국에 의해 계획되어 건설되었다. 1980년대 소련–아프가니스탄 전쟁 동안에는 소련이 공항을 점거하고 있었다. 소련군의 철수 이후 칸다하르 공항은 모하마드 나지불라 정부에 의해 1992년까지 통제되었다. 그 이후로는 부족장들과 탈레반이 2001년 말 미국의 침공 직전까지 공항을 장악하고 있었다.
2007년부터 칸다하르 공항은 보수 혹은 확장되었다. 군대와 민간 항공의 용도로 쓰이고 있다. 공항은 확고한 지원 임무(Resolute Support Mission (RSM))과 아프가니스탄 보안군(ANSF)의 관리를 받고 있다. 아프가니스탄 공군(AAF)은 공항에 별도로 분리된 기지가 있다. 아프가니스탄 경찰이 탑승객 터미널 내의 보안을 담당하고 있다.

## 운항 노선

### 국제선
| 항공사               | 목적지                 |
| -------------------- | ---------------------- |
| 아리아나 아프간 항공 | 델리, 두바이, 제다     |
| 캄에어               | 두바이, 제다, 마슈하드 |

### 국내선
| 항공사               | 목적지 |
| -------------------- | ------ |
| 아리아나 아프간 항공 | 카불   |
| 캄에어               | 카불   |

### 화물 노선
| 항공사        | 목적지                          |
| ------------- | ------------------------------- |
| 코인 항공     | 두바이                          |
| 핏츠 에어     | 두바이                          |
| 칼리타 에어   | 바레인, 홍콩(첵랍콕), 뉴욕(JFK) |
| 실크웨이 항공 | 바쿠                            |